# 植物学

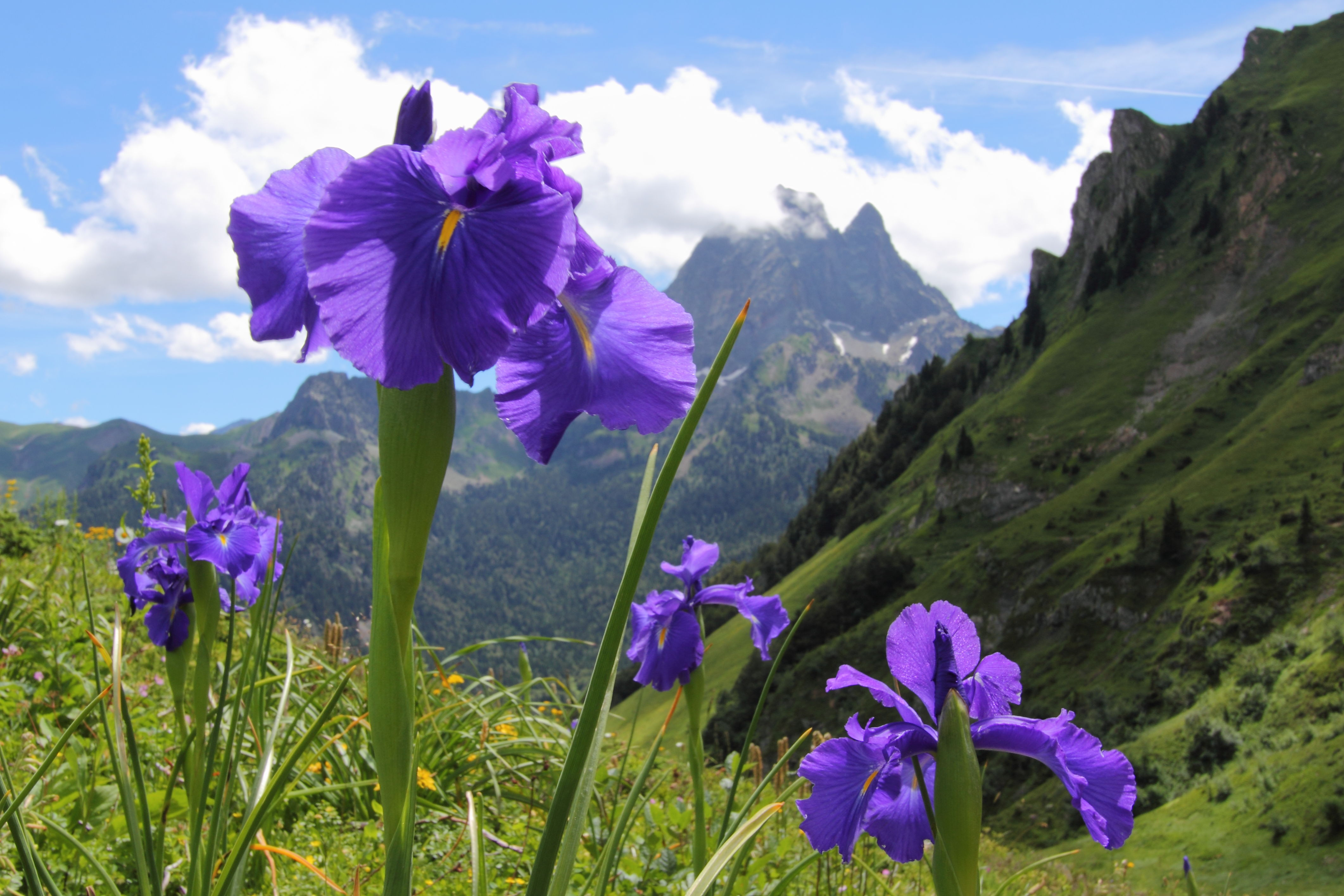
法国奥勒湖附近山坡上的几株鸢尾花

植物学（英语：Botany）是一门研究植物形态解剖、生长发育、生理生态、系统进化、分类以及与人类的关系的综合性科学，是生物学的分支学科。传统上的植物学也包括真菌和藻类的研究，如今这两类研究被细分为了真菌学与藻类学，但国际植物学大会仍将它们包括在讨论范围内。如今，植物学家研究了大约410,000种陆生植物，其中391,000属于维管植物（其中包含369,000种被子植物），剩余的约20,000种为苔藓植物。
植物学起源于史前时代，人类在寻找药草的过程中逐渐鉴别出一些植物物种。而后人类也试图人工繁育特定植物，以供食用、提取毒素或医治疾病。这些努力也成为了人类科学研究的起始。欧洲中世纪僧院里的药材园常会种植一些具备药用价值的植物。这些园林后续逐渐演变为大学附属的植物园，其为植物研究提供了便利。最早出现的植物园是位于意大利的帕多瓦植物园。早期对植物的分类与描述为后续植物分类学奠定了基础，并促使卡尔·林奈提出了二名法，如今二名法已被广泛使用于生物命名。19和20世纪出现了许多新的植物研究技术，例如光学显微镜、活体细胞成像、电子显微镜、染色体倍性分析、植物化学，以及酶与其它蛋白质的研究。20世纪末，植物学家还发展了分子遗传分析技术，也即依靠基因組學、蛋白质组学、核酸序列等研究，更精确的分类植物。
现代植物学的研究范围广泛，常可从其它学科中汲取发展成果与全新见解。植物学的主要研究方向包括：植物组织的结构及其生长分化，植物的繁殖、生长、生物化学、代谢、化学产物、疾病、演化关系、系统分类以及植物分类。进入21世纪后，植物学研究还加入了表观遗传学与分子遗传学，这两门学科主要关注植物细胞组织分化过程中基因表达的机制与控制方式。植物学研究应用广泛，它有助于更稳定的产出主食、原料（例如木材、油、橡胶、纤维、药物），在现代园艺和农林业中帮助植物繁殖、配种、基因修改，能源或建筑材料合成，在环境管理领域促进生物多样性。

## 历史

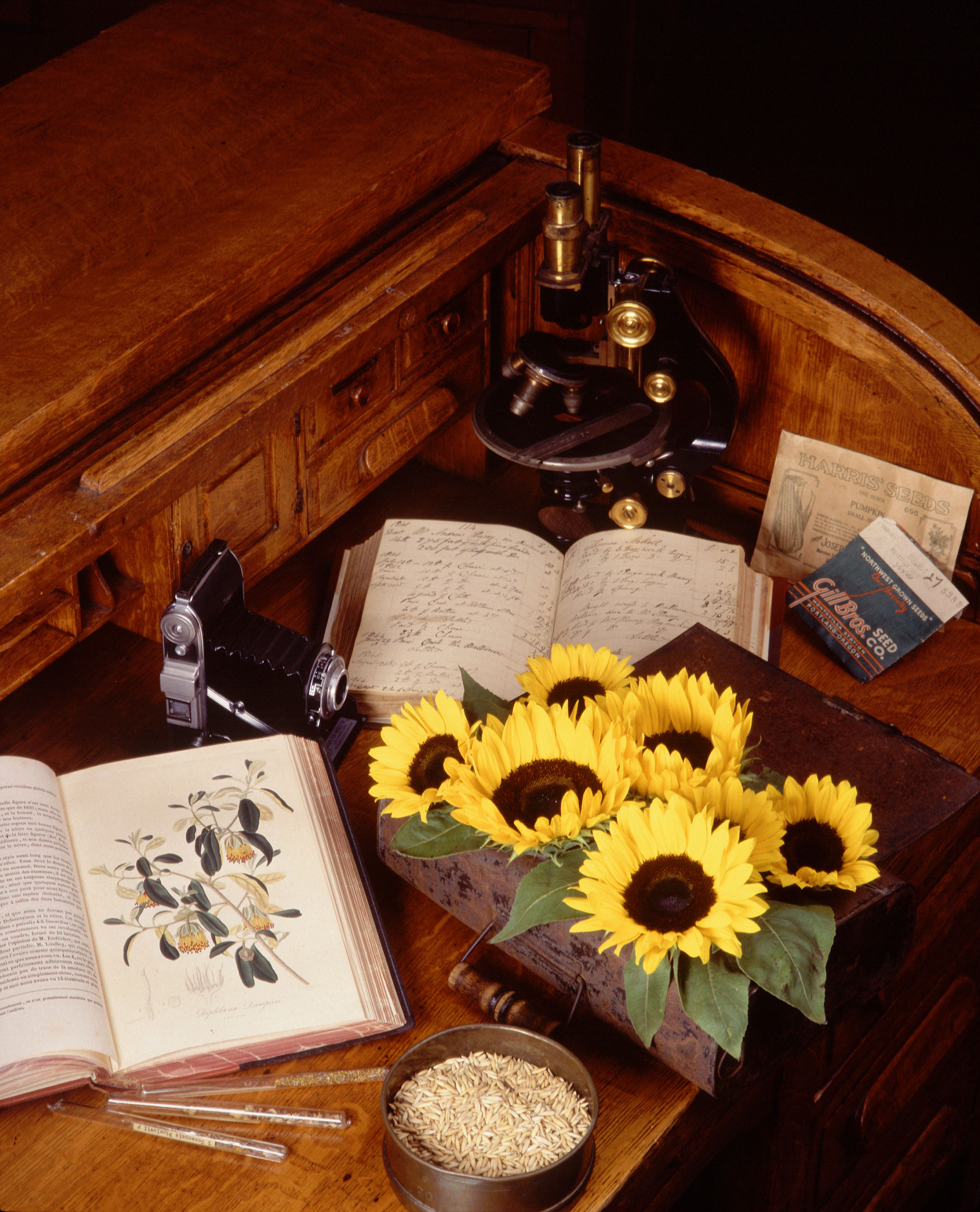
一个植物学家的传统工具

人类对植物的认识最早可追溯到旧石器时代，史前人类在寻找食物的过程中采集了植物的根、茎、叶和果实。植物学的创始人是古希腊科学家泰奧弗拉斯托斯，他在著作《植物史》中描述了植物构造，并对其作了分类。公元1世纪希腊医师迪奥科里斯的著作《药物论》为日后药用植物的使用奠定了基础。1593年明朝医学家李时珍完成了《本草纲目》的编写，此书集成了中国16世纪以前本草学大成。17世纪末，英国生物学家约翰·雷确立了现代植物分类的基本原理。17世纪出现了各式各样的显微镜，开创了植物解剖学的研究，随后植物生理学和植物胚胎学也得到进一步发展，到19世纪中期，植物学各分支学科已基本形成。近代中国的植物学主要从西方引入，首部译本是数学家李善兰与外人于19世纪中叶合译的《植物学》，该书所译的细胞、心皮、子房、胎座、胚、胚乳等名词沿用至今。中国近代植物分类学的奠基人是胡先骕，他编写了中国首部植物学教材《高等植物学》，发现并命名了水杉。

### 早期植物学

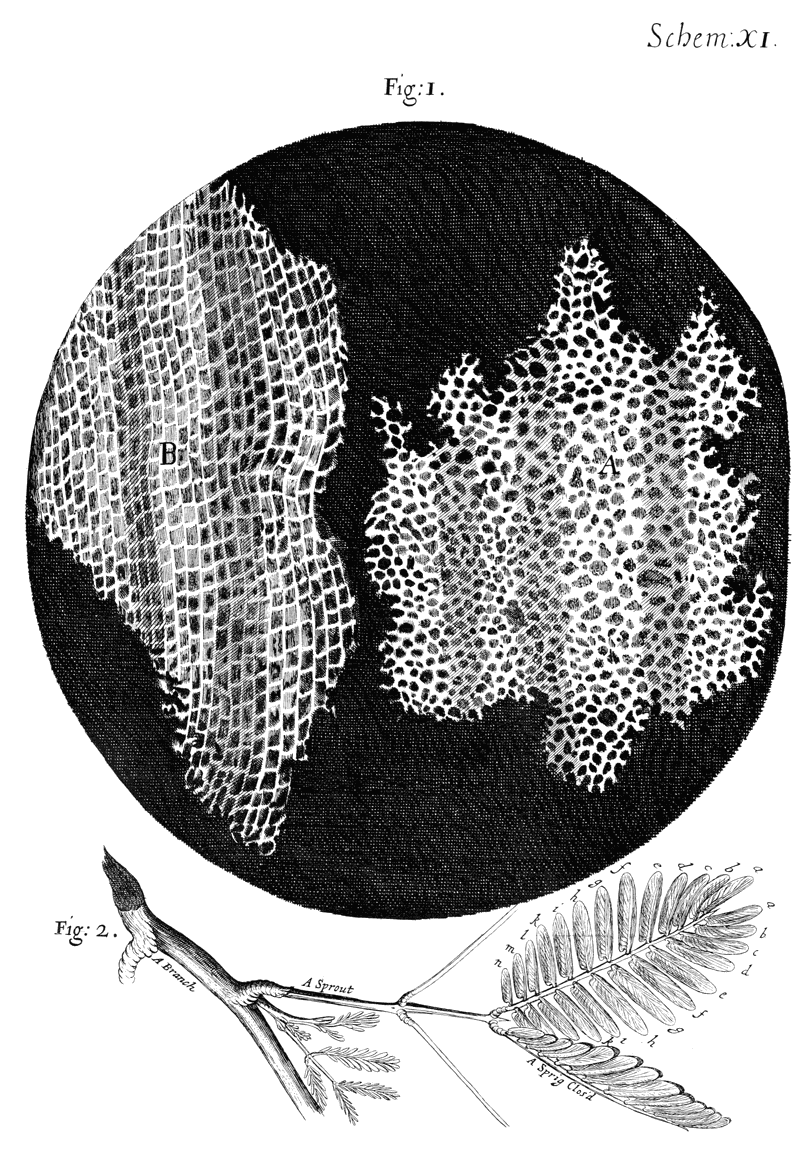
罗伯特·胡克在软木中发现的细胞，发表于1665年作品《显微图谱》。

植物学起源于人类对草药的研究与使用。人类早期文明有许多关于植物分类和描述的著作。例如可追溯至1100年前的古印度著作，古埃及的阿維斯陀語文本，中国的植物学早期著作可追溯到公元前221年。秦汉时期的《神农本草经》是中国最早的药用植物志。
现代植物学源于古希腊，创始人为亚里士多德的学生泰奧弗拉斯托斯，他发明并描述了许多现代植物学的原理。泰奧弗拉斯托斯的两部主要著作《植物史》和《植物本原》是欧洲古代和中世纪植物学的重要基础。公元1世纪希腊医师迪奥科里斯的著作《植物志》是一部共5卷的药草百科全书，对其后植物学亦有广泛影响。中世纪伊斯兰世界的植物学相关著作包括伊本·瓦希亚的《纳巴泰农业学》，阿布·哈尼法·迪纳瓦里的《植物之书》以及伊本·巴萨尔的《土壤分类》。13世纪早期，阿布·阿巴斯·纳巴蒂和伊本·拜塔尔以科学系统的风格撰写了植物学著作。
16世纪中期，意大利的大学中开始出现植物园。最早的植物园是于1545年创建的帕多瓦植物园，如今尚存于原址。这些植物园延续了先前修道院中“药材园”的用途，人们在园中种植可能具备药用价值的植物。植物园的建立支持了植物学的学科发展，在大学中常会举办园中相关植物的讲座。欧洲北部的植物学发展较慢，其最早的植物园是位于英国牛津大学的植物园。医师莱昂哈特·福克斯（1501–1566）、神学家奥托·布伦费尔斯（1489–1534）和医师希罗尼穆斯·博克（1498–1554）被并称为“德国植物学之父”。其中福克斯和博克一反重复早期书本内容的传统，转而自行观察研究植物，布伦费尔斯则是创建了植物分类系统。
瓦勒留斯·科尔杜斯（1515–1544）在其1544年作品《植物史》（拉丁語：Historia Plantarum）中记录了有重要药用价值的植物，并于1546年出版了《药典》（拉丁語：Dispensatorium）。博物学家康拉德·格斯纳（1516–1565）和药草师约翰·杰勒德（1545–c. 1611）也出版了各自的药用植物相关作品。博物学家乌利塞·阿尔德罗万迪被认为是“自然史之父”，他完成了许多植物研究工作。1665年，博学家罗伯特·胡克凭借显微镜在软木切片中发现了并命名了细胞，不久后亦在活体植物组织中发现了细胞。

### 早期现代植物学

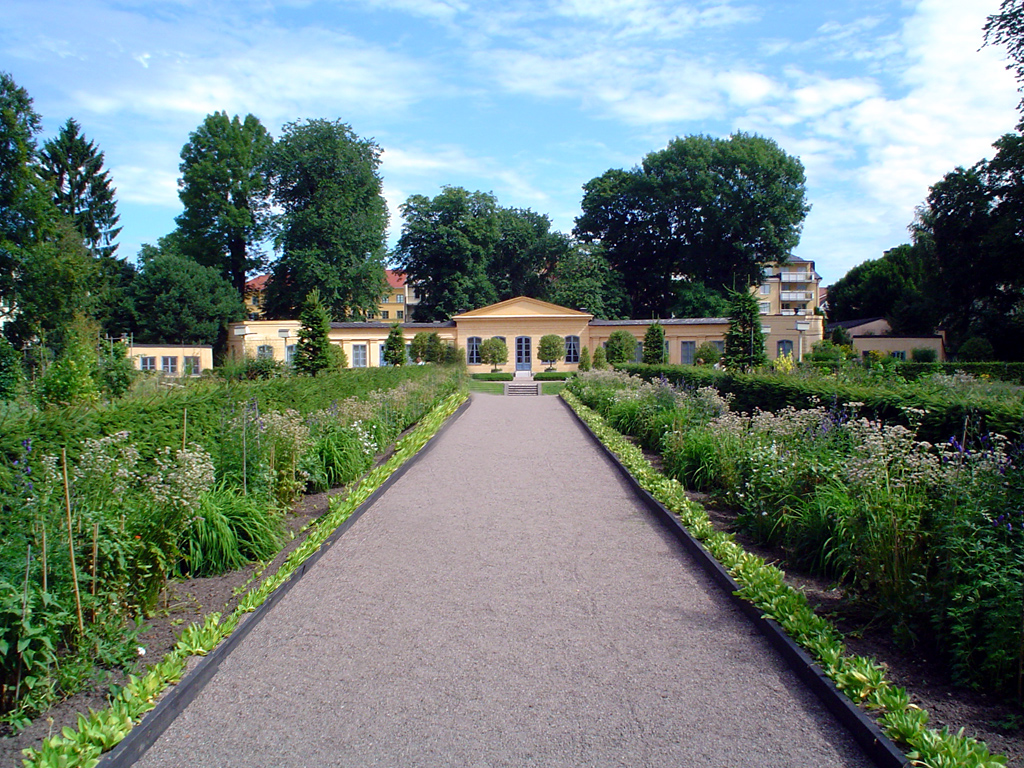
位于瑞典乌普萨拉的林奈植物园，其中植物依照其《性别系统》中的顺序栽种。

现代植物学始于对植物的分类研究。18世纪，植物分类系统开始使用单道检索表对植物进行快速分类。在应用该方法时，科学家从预设的多种性状中选择与待分类植物最符合的性状，由此将其向下逐步归类为不同分类单元（例如科、属和种）。该方法的选择与顺序可以设计为只以分类为目的，或者也可以使其更加符合单道检索表（或称同步钥）的自然或分类顺序。在18世纪，得益于殖民地扩张，世界各地的新奇植物被采集回欧洲，这位植物学家的研究工作提供了诸多便利，他们无需到访世界各地便可研究许多异域植物。1753年，卡尔·林奈发表了植物分类学著作《植物种志》，该作品是现代植物学二名法的基础。根据林奈提出的植物命名方法，标准的植物学名应当由两个部分构成，第一部分是属名，第二部分标示属内的物种。为方便鉴定，林奈在其《性别系统》（拉丁語：Systema Sexuale）中依据植物的生殖器官不同，将它们归为24个群组。例如第24组隐花植物（Cryptogamia）包括所有生殖器官为隐藏形态的苔藓、地衣、蕨类、藻类和真菌。
随着植物解剖学和植物形态学的发展和对植物生命周期的认识，人们意识到植物间的亲缘不止是林奈在《性别系统》中所描述的那样。法国植物学家米歇尔·阿丹森（1763）、安托万·罗兰·德朱西厄（1789）以及瑞士植物学家奥古斯丁·彼拉姆斯·德堪多（1819）各自提出了影响广泛的植物分类系统。德堪多的分类系统中反映了他对于植物复杂形态发展过程的看法，对后续19世纪的边沁胡克体系有重要影响。1859年，达尔文出版的《物种起源》中有关共同起源的概念对德堪多体系提出了修正需求，需要从中反映出相似形态之间的演化关系。
1838年，德国植物学家馬蒂亞斯·施萊登发表了《植物发生论》（德語：Grundzüge der Wissenschaftlichen Botanik），此书对植物学有很大的影响。施萊登善用显微镜，并且是早期植物解剖学家。他与动物学家泰奥多尔·施万、医生鲁道夫·菲尔绍一同建立了细胞学说，并且在苏格兰植物学家罗伯特·布朗于1831年发现细胞核时随即意识到该结构的重要性。1855年，德国医生阿道夫·菲克提出了菲克定律，并将其用于计算生物系统中的分子扩散速率。

### 现代植物学

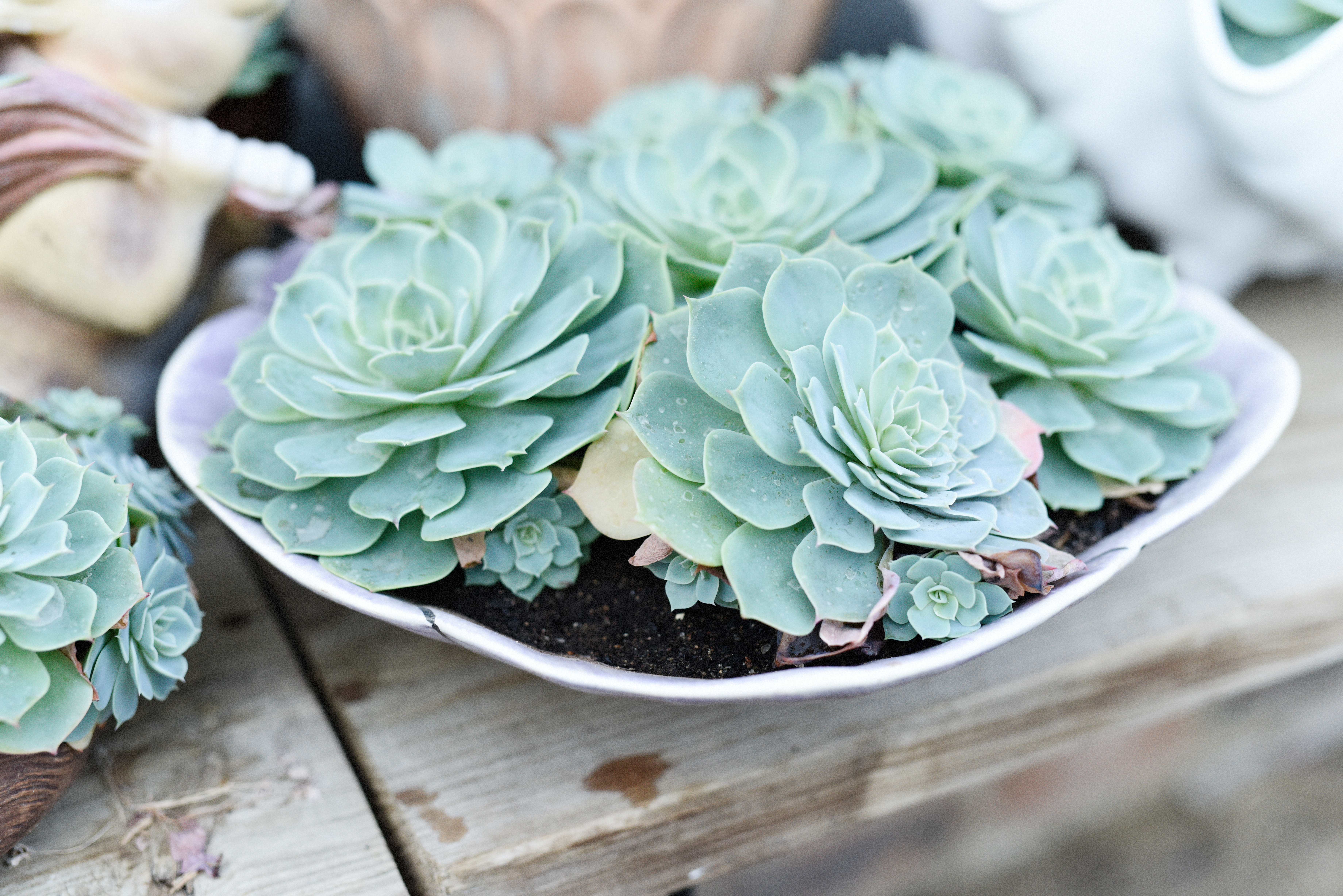
美国康涅狄格州温室中栽培的Echeveria glauca。植物学家使用拉丁文为植物命名，例如该植物的种加词 glauca 意为“蓝色”。

奥地利科学家格雷戈尔·孟德尔（1822–1884）借助对豌豆的实验研究，创立了基于基因和染色体的遗传学说。德国生物学家奥古斯特·魏斯曼（1834–1914）证明遗传只通过配子发生，而其它细胞都无法在真核生物的个体代际间传递遗传特征。凱瑟琳·伊索（1898–1997）在植物解剖学方面的工作为现代植物学奠定了重要基础，其半个世纪前的作品《植物解剖学与种子植物的解剖》（英語：Plant Anatomy and Anatomy of Seed Plants）至今仍被用作植物结构生物学教材。

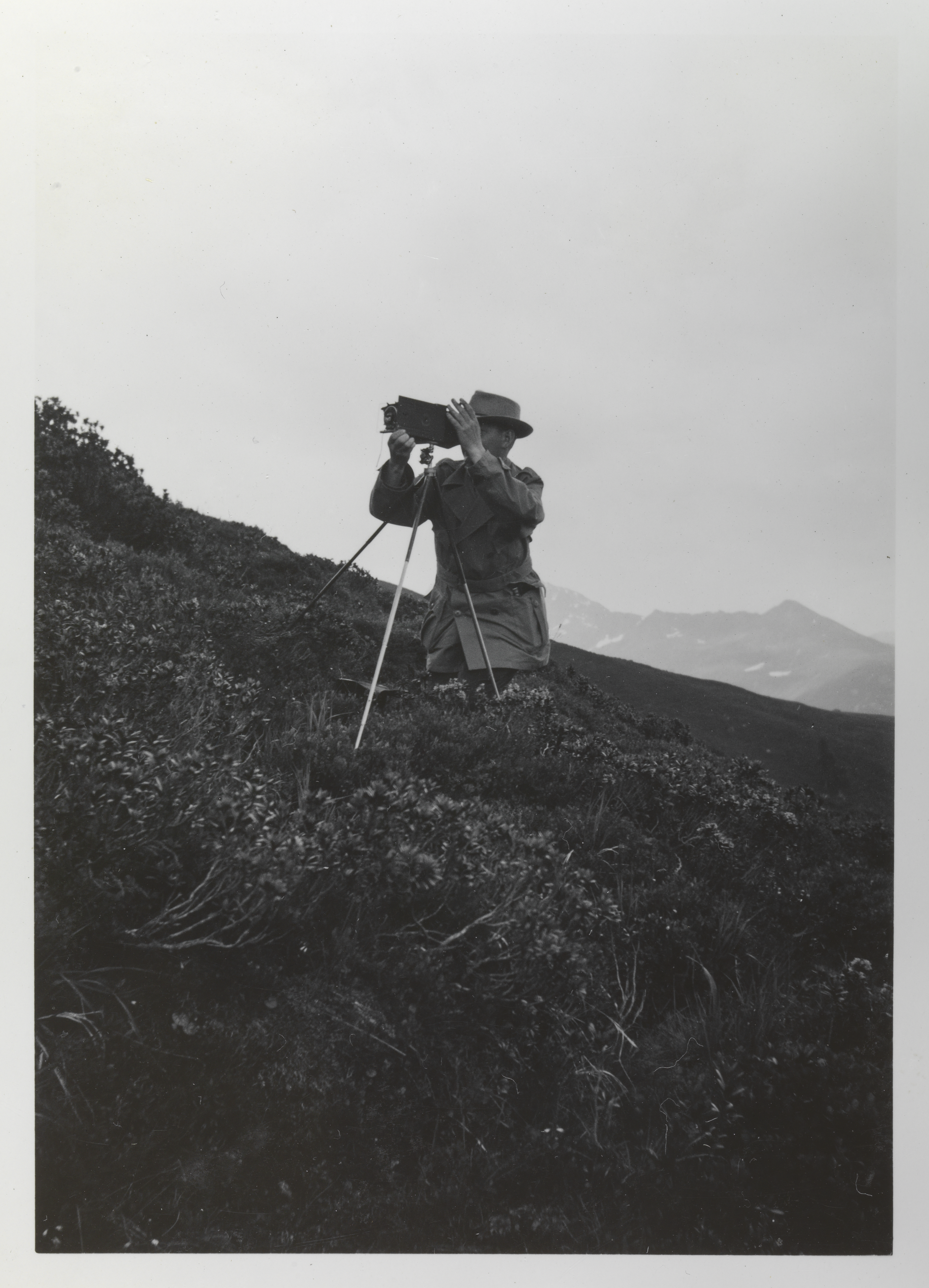
1936年在瑞士开展的高山植物学课程

丹麦植物学家尤金纽斯·瓦尔明于19世纪晚期创建了植物生态学，他提出植物以群落方式存在。瓦尔明的导师和继任者克里斯登·劳恩凯尔对此提出了至今仍在使用的劳恩凯尔植物生活型分类系统。美国植物学家亨利·钱德勒·考尔斯、英国植物学家阿瑟·坦斯利和美国植物生态学家弗雷德里克·克莱门茨发展了植物群落演替的概念，例如温带阔叶混交林的演替。克莱门茨还提出了顶级群落概念，它是对应环境所能支持的复杂程度最高的植物群。坦斯利将顶极群落的概念从生态学引入至生物学。19世纪德国植物学家卡尔·路德维希·韦尔登诺分析了种子散布与分布，植物种群，地质历史的影响之间的联系，并开创了植物地理学。俄国植物学家尼古拉·瓦维洛夫（1887–1943）在前人阿方斯·比拉姆·德康多尔的研究基础之上发展了生物地理学、起源中心和经济作物演化史的概念。
自1960年代以来，一些植物生理学原理逐渐被人们理解，例如蒸腾作用（水分在植物体内的移动），叶面水分蒸发速率与温度的依赖关系，水蒸气或二氧化碳透过气孔的分子扩散过程。借助这些研究成果以及对于植物气孔大小的精确测量，科学家得以准确的描述植物在光合作用过程中与大气的气体交换。洛桑研究所的罗纳德·艾尔默·费希尔与弗兰克·耶茨在统计分析方面的贡献简化了生物研究中的实验设计和数据分析。1948年，肯尼斯·诉蒂曼发现并鉴别出了植物生长素，允许人们透过外部化学方法控制植物的生长速率。弗雷德里克·坎皮恩·斯图尔德开创了植物激素控制的植物组织培养技术。2,4-二氯苯氧乙酸（或称2,4-D）是人类首次合成的除草剂。

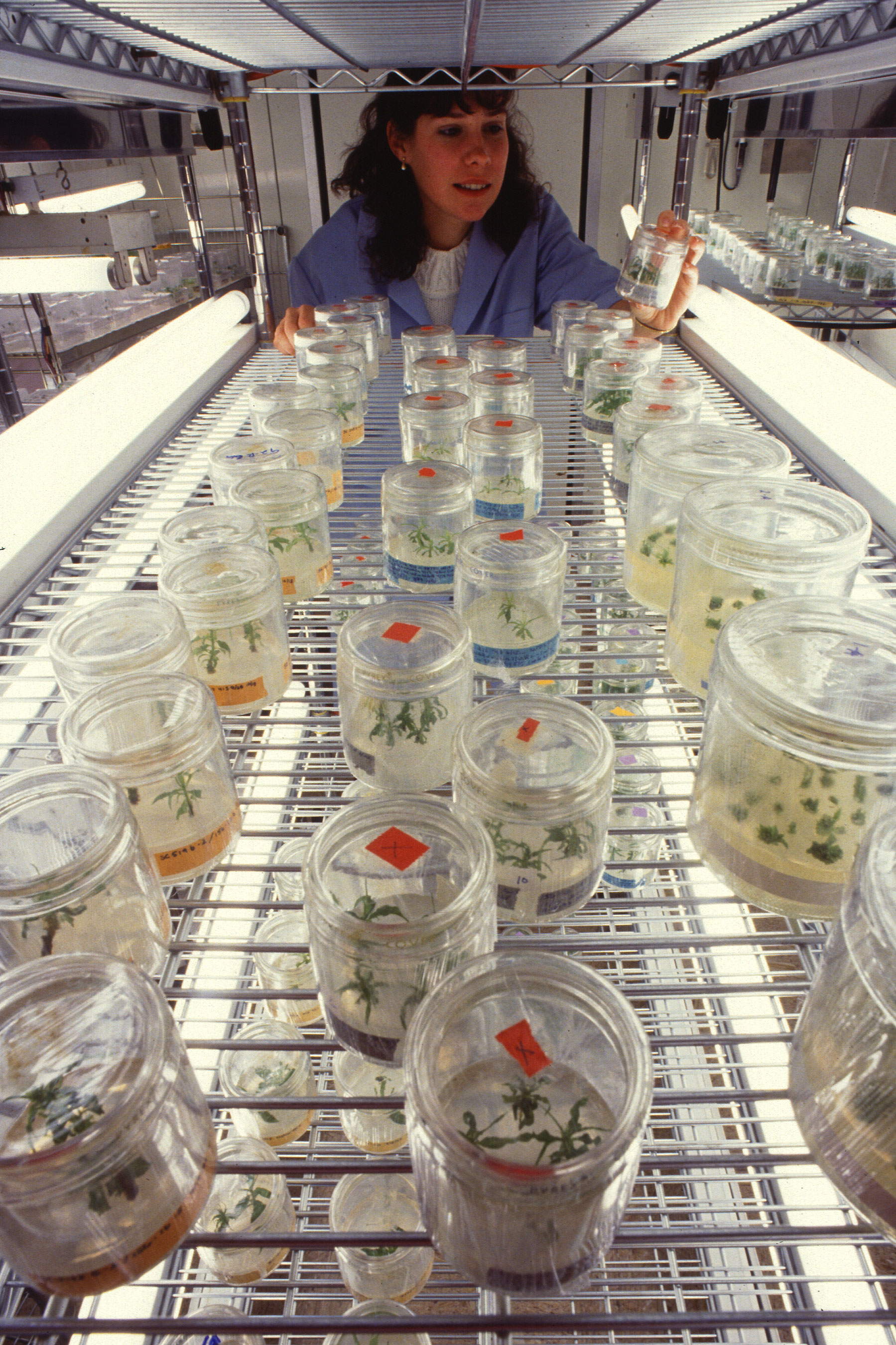
转基因植物的组织培养

进入20世纪后，有机化学技术的进步（例如光谱学、色谱法和电泳）引领了植物生物化学的发展。并且随着分子生物学、基因组学、蛋白质组学、代谢物组学等学科发展，科学家可以更详尽的用实验分析植物基因组与其生物化学、生理学、形态、行为之间的关系。1902年，奥地利植物学家戈特利布·哈伯兰特最先提出所有植物细胞都具备全能性，也即具备发育成完整植株的潜能。而这也允许科学家更加便利的将基因工程运用于植物细胞的体外培养。科学家可从目标植物中去除一个或多个与特定性状相关的基因片段，或加入报告基因（例如绿色荧光蛋白），以便于观察特定性状的表达。这些生物技术可修改完整植株或生物反应器内的植物细胞，使其分泌抗虫物质，生产抗生素或药物，此外也有相关技术用于提高作物产量。
现代植物形态学认识到植物的根、茎、叶、毛状体为连续的统一体，并强调这些结构的动态性。现代植物系统分类学主要关注植物间的系统发生关系。现代分子系统发生学通常忽视植物形态特征，而主要以植物的基因序列为数据来源。1998年，借助对开花植物的基因序列分析，被子植物种系发生学组发表了被子植物的系统发生学成果，其中回答了许多有关被子植物与其它物种之间的关系的问题。DNA条形码技术是当前植物学研究的活跃主题，该研究理论上可用于鉴定植物物种和商业品种。
近30多年来，分子生物学和近代技术科学，以及数学、物理学、化学的新概念和新技术被引入到植物学领域，植物学在微观和宏观层面的研究均取得了突破，无论在研究的深度还是广度上都达到了一个全新的水平。当今相当多的新知识都从研究模式植物而来，如拟南芥。这种十字花科的杂草是最早完成基因组测序的植物之一。此外水稻也是较早完成基因组测序的植物，因为水稻基因组相对较小，同时國際水稻基因定序工程（英語：The International Rice Genome Sequencing Project）也把它定为重要的谷物/草/单子叶植物模型。另一禾本科植物二穗短柄草也是一个有助理解遗传学，细胞学和分子生物学的实验模型。科学家对小麦、 玉米、 大麦、 黑麦、御谷、大豆等主粮都进行了基因组测序。其中部分植物的基因组测序较为困难，因为它们的染色体中有两个以上的单倍体。此外，绿色水藻莱茵衣藻作为模式生物，也为细胞生物学提供了重要知识。

## 研究范围与重要性
对植物的研究十分重要，因为植物是地球生命的重要部分。植物的光合作用为几乎所有动物提供了赖以生存的氧气与食物来源。光合作用以太阳光、水、二氧化碳为原料，植物的生长发育提供能量与材料，植物、藻类和蓝菌是进行光合作用的主要群体。氧气作为光合作用的副产品而被释放至地球大气，地球上几乎所有生命都使用氧气呼吸。此外，植物还能防止土壤侵蚀，在全球碳循环、水循环过程中也扮演关键角色。植物对人类未来的发展至关重要，它关乎人类可获得的食物、氧气、生化产品、原材料，并可产生和维持土壤。
在现代科学之前，所有生命都被分成动物或植物（包含真菌），而植物学就是专门研究那些除动物以外的生物。植物学家不仅研究植物的内部运作，例如细胞器、细胞、组织的功能，还涉及整株植物、植物种群、植物群落的研究。在每一研究层面，植物学家都可能用到分类学、发生学和演化学等理论，并使用解剖学和形态学研究相应结构，使用生理学研究植物功能运作。
通俗意义上的“植物”只包括“陆生植物”，或称高等植物，其下包含种子植物（裸子植物和被子植物）和使用孢子繁殖的隐花植物（蕨类、石松、地钱、角苔和藓类）。高等植物皆为多细胞真核生物，其共同祖先可进行光合作用。它们的生活史以单倍体、二倍体交替。处于单倍体阶段时称为配子体，在某个阶段会发展为二倍体，此时称为孢子体。种子植物的配子体由母体孢子体培育。过去植物学家也研究现代植物标准定义以外的生物，现在这些研究已被细分为其它学科，例如细菌（现在被细分为细菌学）、真菌（现为真菌学）——包括与地衣共生的真菌（地衣學）、非绿藻（藻类学）、病毒（病毒学）。虽然上述领域已不再是现代植物学的研究范围，但植物学家仍关注这些物种，并且真菌和原生生物也仍包含在植物学课程内。
根据内共生学说，地球上最早出现的光合放氧生物蓝菌通过内共生演化为了植物真核祖先细胞内的叶绿体。由此产生的光合植物加快了大气氧含量的升高，彻底改变了远古地球的大气组成，并在其后20多亿年里维持大气中充足的氧含量。古植物学是研究远古时期遗留的植物化石记录的学科，科学家也从这些记录中探索植物的演化历程。
21世纪关于植物的主要问题是其作出基础生产者，在全球范围的生命原材料循环中扮演的角色。这些原材料包括能量、碳、氧气、氮和水。此外，人们也关注植物管理与环境问题之间的关联，例如资源管理、自然保护、粮食安全、入侵物种防治、碳截存、气候变化、可持续发展。

### 农业

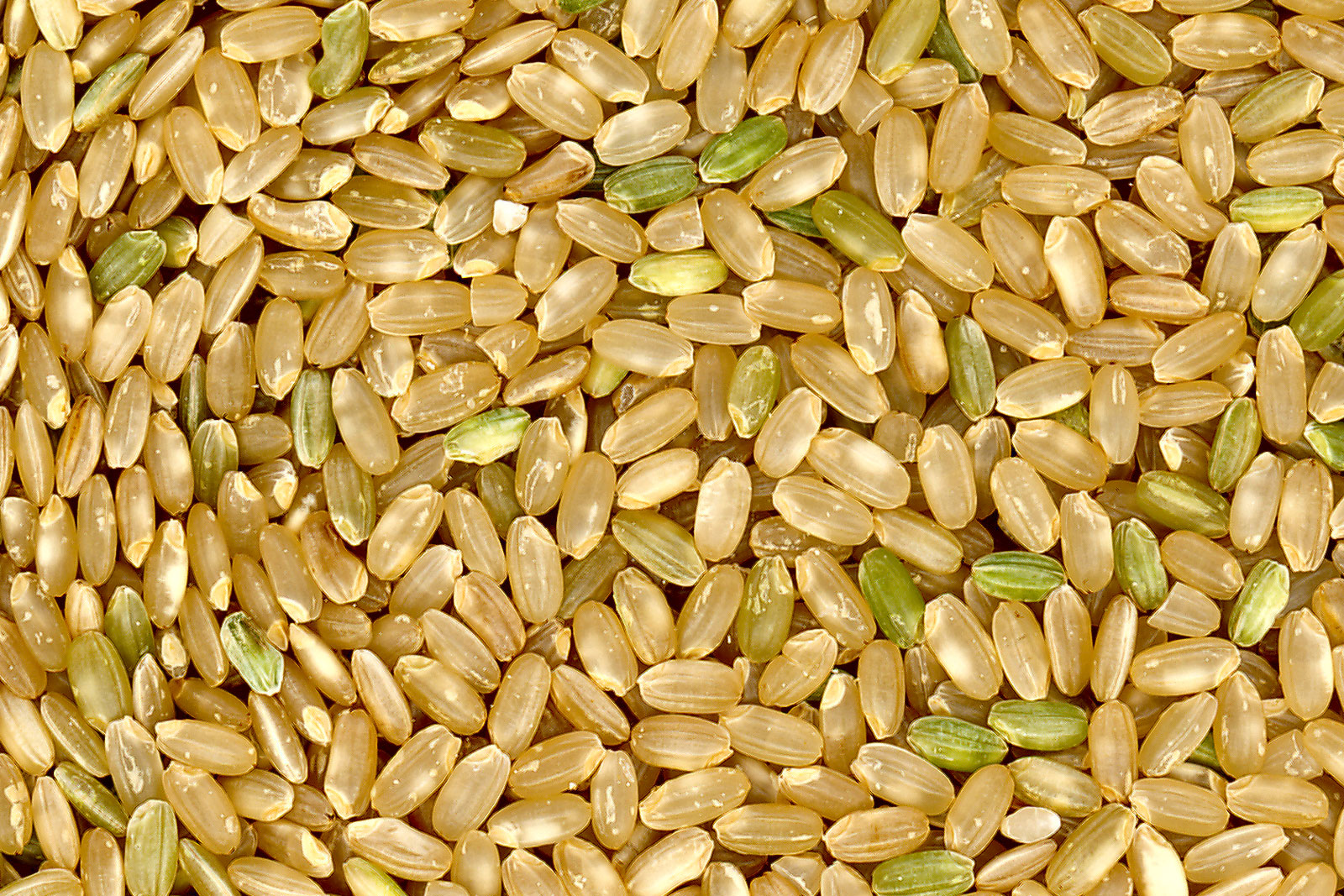
人类的食物直接或间接来自于植物，例如大米直接来自水稻。

人类几乎所有主食都直接来自植物的初级生产，或间接来自以植物为食的动物。植物及其它光合生物是食物链的基础，它们将来自太阳光的能量、土壤和大气中的养分转化为可供动物获取使用的形式。生态学家将其称为第一营养级。现代主要食用作物例如苔麸、玉米、水稻、小麦、豆类、香蕉，以及用于织物生产的火麻、亚麻、棉花等，都来自于史前人类对野外原始植物的筛选培育。
植物学家致力于研究利用植物生产食物并提高其产量，例如通过植物配种方法获取期望的性状。这些工作对人类未来十分重要，其可确保人类后代的粮食安全。植物学家也研究农业中的有害植物，例如杂草。植物病原体也是他们的研究方向，植物学家借助对植物病原体的生物研究寻找其在农业活动以及自然生态系统中的控制方法。民族植物学是研究植物与人类关系的学科，而当涉及到植物与远古人类的关系时，则称为古民族植物学。一些人类与植物关系的最早记录来自加拿大原住民，他们从众多植物中分辨出可食用植物。民族植物学家记录了这些原住民与植物间的关系。

## 植物生物化学
植物生物化学是研究植物内化学反应进程的学科。其中部分化学反应用于自身基础代谢，例如光合作用中的卡尔文循环和景天酸代谢。另一些化学反应则用于合成特定物质，例如用于固定植株的木质素和纤维素，或是生成一些次级产物，如树脂和芳香味化合物。
植物和其它光合真核生物细胞内有独特的细胞器——叶绿体，其被认为是从蓝菌与植物祖先内共生演化而来。叶绿体和蓝菌内都含蓝绿色素叶绿素。叶绿素（主要是叶绿素a和叶绿素b）可吸收光谱中的蓝-紫与橙-红部分，并反射绿光，因此在人类看来呈绿色。植物在红蓝光中吸收的能量由叶绿体转化为富含能量的碳化合物，该转化过程还需要用到二氧化碳和水作为原料。这个过程称为碳固定，氧气是该反应的副产物。

植物借助卡尔文循环将二氧化碳转化为糖分子

叶绿素从光照中捕获的能量最初以电子形态存在，而后形成电化学梯度。捕获的电子用于制造ATP与NADPH分子，这些分子用于储存与转运能量。能量随后用在卡尔文循环的暗反应中，从RuBisCO酶生产出三碳糖甘油醛3-磷酸（G3P）。甘油醛3-磷酸是光合作用的最初产物，是合成葡萄糖及几乎所有其它有机分子的原材料。部分葡萄糖被转化为淀粉储存在叶绿体中。淀粉是大多数陆生植物及藻类的能量储存介质，但菊科植物使用菊粉（属于果糖）作为能量储存介质。部分葡萄糖被转化为蔗糖，以更方便的运送至植株其余部分。
相比无叶绿体的动物，植物和其它真核亲缘生物还借助叶绿体完成其它一些重要的生物化学过程，例如合成脂肪酸和大部分氨基酸。脂肪酸的用途广泛，例如为细胞膜提供原材料，陆生植物也以它为基础构建植物角质层，用以减缓水分蒸发。
植物还可以合成许多独特的聚合物，例如多糖分子纤维素，果胶，用于合成细胞壁的木葡聚糖。维管植物可合成木质素，用于加固木质管胞的第二层细胞壁及木质部，以防止植物在水分胁迫下吸水时倒塌。厚壁組織中也有木质素，其为植物提供支撑，该组织也是木材的主要成分。孢粉質是一类具备化学抗性的聚合物，在细胞壁外层、孢子和陆生植物花粉中都有发现，化石记录显示，早期陆生植物的孢子和花粉在这类物质的保护下得以存活。广泛认为孢粉質促进了植物在奥陶纪的演化。相比植物刚扩散至陆地的奥陶纪与志留紀时期，如今大气二氧化碳浓度已有所降低。许多单子叶植物（例如玉米和菠萝）和双子叶植物（例如菊科）各自独立演化出了景天酸代謝以及C4类二氧化碳固定，以降低先前使用C3类二氧化碳固定时光呼吸过程的能量损失。这些演化只在陆生植物中发生。

### 医学与原材料
植物化学是植物生物化学的一个分支，它关注植物的次生代谢产物。部分化学产物可能具有毒性，例如毒参属植物产生的毒芹碱，这是一种生物碱，对人畜有神经毒性。而另一些化学产物，人们可能会被其特殊风味吸引，例如辣薄荷、精油、柠檬油等，从而将它们作为香料或调味品。医学上也将由罌粟生产的鸦片用于麻醉镇痛。许多医学或娱乐药物，例如四氢大麻酚（大麻的主要成分）、咖啡因、吗啡、尼古丁等，都直接源自植物。还有些产品则是天然植物的简单衍生物。例如，止痛药阿司匹林（也即乙酰水杨酸）最初是从柳树树皮分离，许多阿片类止痛药（例如海洛因）都是来自罂粟产物吗啡的化学修改。人们常用的兴奋剂也源于植物，例如来自咖啡的咖啡因、茶、以可可豆制作的巧克力、来自烟草的尼古丁。人类酿造的酒精饮料一般来自糖分丰富的植物，例如啤酒源自大麦，清酒源自水稻、红酒源自葡萄。美洲原住民在其数千年历史中发现了许多具备药用价值的植物，制药产业有时会参考民族植物学的相关记录，将其作为发现新药物的一种方法。
植物也被用于制造颜料和染料，例如红酒中的红色源自花色素苷，牛仔裤的靛蓝色来自黄木犀草和菘藍共同制成的吲哚酚。艺术家常用的藤黄和茜草紅分别来自热带金丝桃科植物的树脂以及染色茜草的根。
来自植物的常见原材料还有糖、淀粉、棉花、麻布、火麻、部分绳子、木材、塑合板、莎草纸、植物油、蜡、天然橡胶等。木材热裂解可产生纯度很高的木炭，历史上常作为金属冶炼燃料，此外也可用于过滤、除湿、作为颜料或制造火药。纤维素是世界上储量最充足的有机聚合物，可转化为能源、燃料、制作材料或化学原料。纤维素产品包括人造丝、玻璃纸、墙纸黏贴剂、生物丁醇燃料、硝化棉。甘蔗、欧洲油菜、大豆等植物因其含有大量可发酵糖或油脂，因此也被用于生产生物燃料，例如制成生物柴油，作为化石燃料的替代。美洲原住民使用茅香除蚊。美国化学学会后来发现茅香中起除蚊作用的化合物是植醇和香豆素。

## 植物生态学

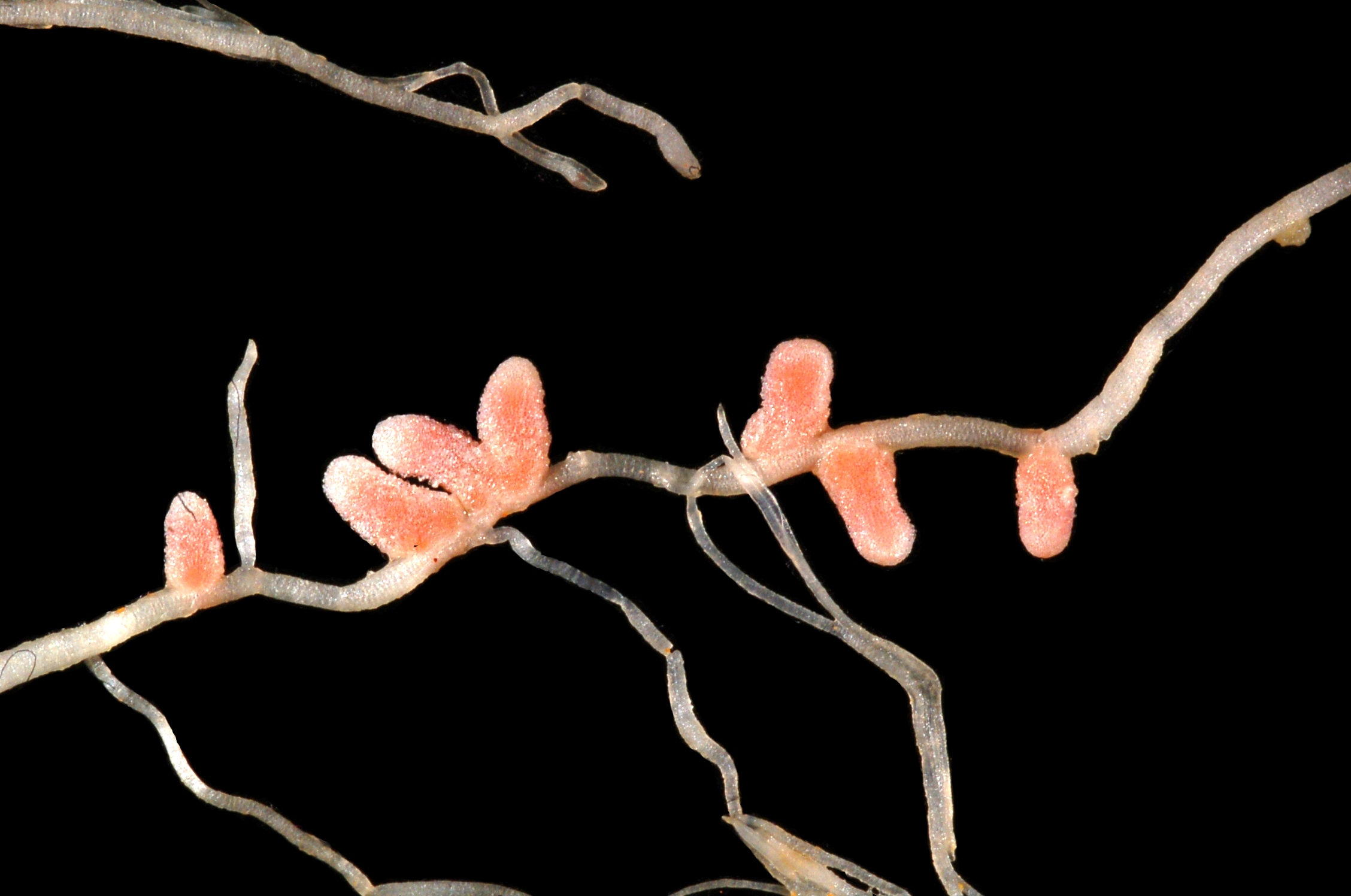
豆科植物 Medicago italica 的根瘤，其中含有固氮细菌 Ensifer meliloti。两者为互利共生关系，植物为细菌提供养料与无氧环境，细菌为植物固氮。

植物生态学主要研究植物与栖息环境的关系。植物生态学家研究本地或区域植物群的生物多样性、基因多样性、环境适应度，以及它们与其它物种间的关系（例如竞争或共生）。植物生态学家有时也会采用民族植物学收集的经验证据，他们可借助这些经验证据理解当地在数千年前的环境状况，以及当地环境随时间变化过程。植物生态学的目标是理解植物栖息环境与其分布模式、产量、环境影响、演化过程、对环境变化反馈的关系。
植物的生长依赖环境中的土壤和气候，同时它们也反过来影响这些环境因素。例如，植物可影响阳光反照率、改变地表径流、稳固矿质土壤、增加土壤有机物含量、影响当地气候。植物会同环境中其他生物竞争资源，也和多种空间尺度（如群体、种群和群集）中的同类交互。具备相似植被特征、优势植物、生物与非生物因子、气候条件、地理环境的区域可被归为一类生物群系，例如冻原和热带雨林。
植食性动物以植物为食，而植物可凭借各种方法保护自己。有些植物也演化出了寄生或肉食行为。植物与其它物种可形成互利共生关系，例如某些植物可与菌根、根瘤菌互换食物，親蟻植物可获得蚂蚁的保护，蜜蜂、蝙蝠等动物可帮助传播花粉，人类和部分动物可作为分散载体帮助植物散播种子。

### 植物、气候和环境变化
人们可根据植物对气候和其它环境变化的响应理解这些变化对生态环境功能与生产力的影响。例如，植物物候学可作为理解历史气候学、气候变化的生物学影响的窗口。孢粉学对数百万年前花粉化石沉积物的分析可用于重建古代气候。根据对古生代陆生植物体型、叶片气孔密度以及叶片形状的分析，科学家可估算当时大气二氧化碳浓度。臭氧层空洞可将植物暴露于高水平紫外线辐射，从而减缓其生长速率。此外，对植物群集、系统分类、生物分类的研究也有助于深入认识植被变化、栖息地破坏、物种灭绝的原因。

## 遗传学

一个关于豌豆杂交的旁氏图，演示了紫色（B）与白色（b）花朵豌豆的杂合子。

植物与其他多细胞生物有共同的遗传学基础。孟德尔通过对豌豆（Pisum sativum）的研究发现了植物的遗传规律。这些遗传规律后来被发现不只适用于植物，更可扩展至其它生物。与之类似，巴巴拉·麦克林托克在研究玉米时发现了“跳跃基因”，其同样适用于其它生物。不过，植物与其它生物仍存在部分遗传学上的差异。
相比动物，不同植物物种之间的界限更加模糊，因此常可以进行跨物种杂交。一个常见的案例是甜橙，它是柚子与橘子的杂交产物。现今种植的多种小麦都是源于野外原始物种的种间与种内杂交。雌雄同株的被子植物常有自交不亲和性，以致花粉无法落至柱头，或是不能发芽和产生雄配子。这是植物用以促进异株授粉的机制之一。在许多陆生植物中，雌雄配子会由不同个体生成，这种情况被称为雌雄异株。
另外与高等动物不同的是，植物中常有源于不同机制的单性生殖现象，例如土豆的块根。尤其是在北极地区和高山气候环境，一般没有动物帮助传播花粉，因此小植物和鳞茎植物可能不会发展出花，而以无性生殖取代有性生殖，从而整个种群都与其父代的基因一致。这是植物中的一类無融合生殖，这种现象也可发生在种子中，其包含与父代基因一致的配子。
大多有性生殖产生的个体都是二倍体，也即有成对的染色体，不过错误的细胞分裂也可能使染色体加倍。这类错误可发生在胚胎生长早期，导致同源多倍体或部分同源多倍体生物；或发生在普通细胞分裂时，产生一些多倍体（核内倍数性）细胞；或在配子形成时。两种不同植物物种的杂交种可能是异源多倍体（英語：allopolyploid）。同源多倍体和异源多倍体常是可育的，但可能无法与其父代种群杂交，因为两者染色体数目不同。这些植物与父代种群有生殖隔离，但仍生活在同一区域，最终或许可形成全新物种。一些不育的多倍体仍可通过营养繁殖或种子的无融合生殖产生完全一致的后代。硬粒小麦是可育的异源四倍体，而普通小麦是可育的六倍体。商业种植的香蕉是不育的、无种子的三倍体。西洋蒲公英是三倍体，可借无融合生殖产生可育的种子。
与其它真核生物一样，由内共生而来的细胞器，例如线粒体和叶绿体，它们的基因遗传不遵循孟德尔定律。在裸子植物中，叶绿体基因遗传自雄性父代，而在被子植物中则是遗传自雌性父代。

### 分子遗传学

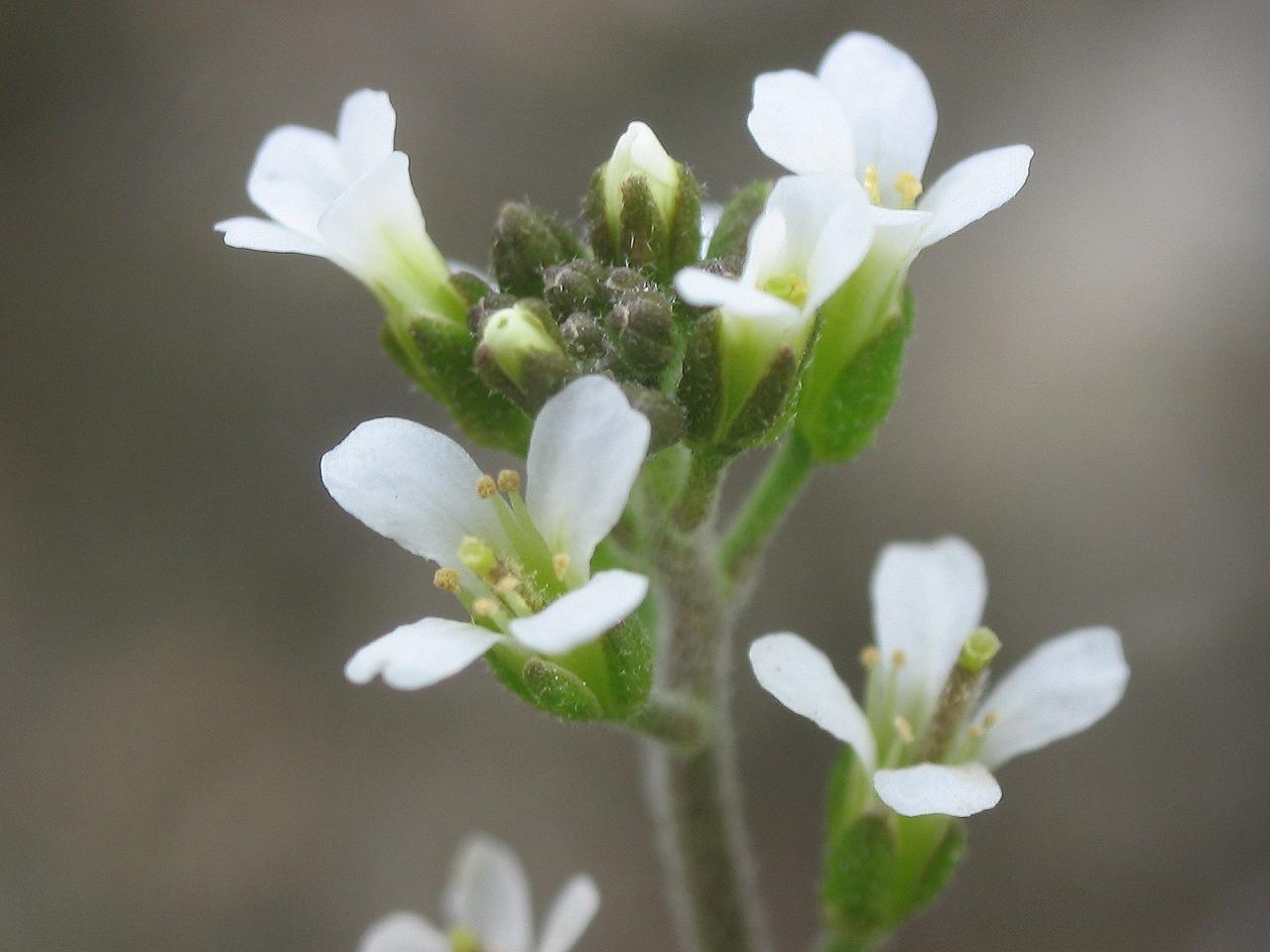
拟南芥（Arabidopsis thaliana）是首个完成测序的植物，也是重要的模式植物。

科学家从模式生物（例如拟南芥）的研究中获取了许多重要的知识。拟南芥的基因组（或称遗传信息）包含1.35亿个DNA碱基对，属于被子植物中最小的基因组之一。2000年，拟南芥的基因组测序完成，是首个完成基因测序的植物。而后对另一些基因组较小的植物，以及水稻（Oryza sativa）和二穗短柄草（Brachypodium distachyon）等植物的基因测序也使它们成为了重要的模式植物，促进人们对谷物、禾本科及单子叶植物的生物与遗传学、细胞和分子层面生物学的理解。
类似拟南芥的模式植物被用于研究植物细胞和叶绿体的分子生物学。理想的模式植物的基因组较小，对其需要有较完整的认知或测序，体型较小，世代时间较短。玉米曾被用于研究植物的光合作用以及C4类植物糖分的韧皮部装载。单细胞绿藻莱氏衣藻（Chlamydomonas reinhardtii）不属于有胚植物，却含有与陆地植物相关的绿色素叶绿体，因此有很高的研究价值。温泉红藻纲下的Cyanidioschyzon merolae也是一种重要的模式植物，用于研究染色体的基础功能。菠菜、豌豆、大豆以及苔藓植物小立碗蘚（Physcomitrella patens）常被用于研究植物细胞生物学。
根癌农杆菌（Agrobacterium tumefaciens）是存在于土壤中的一类根际细菌，它可依附植物细胞，透过愈伤组织导入Ti质体进行基因水平转移，从而致使植物患上冠癭瘤（英語：crown gall disease）。1977年，一些科学家猜测Ti质体可能是将固氮基因转入豆科植物根部的自然载体。如今，对Ti质体的基因修改已成为制造转基因作物的主要手段。

### 表观遗传学
表观遗传学是指无法透过DNA序列变化得到解释的可遗传基因功能变化，它可导致生物体性状改变。例如DNA甲基化导致的基因表达（或不表达）就属于表观遗传学变化。依附于DNA缄默区的抑制蛋白也可控制基因表达与否。表观遗传记号可能在植物的程序性发展阶段被加入或移除，并造成了诸如叶片与花瓣的区分。这些记号可能是暂时的，也可能延续至细胞分裂结束，从而伴随整个细胞生命周期。有些表观遗传变化是可遗传的，而另一些则在繁殖细胞阶段被重置。
真核生物借助表观遗传变化控制细胞分化。形态发生时期，全能干细胞转变为胚胎中的多种富潜能細胞株，并最终分化为不同细胞。植物胚胎从受精卵开始，并持续分裂分化为薄壁组织、木质导管细胞、韧皮部筛管、植物表皮的保卫细胞等不同组织。这种分化过程源于部分基因的表观遗传激活以及另一些基因的抑制。
与动物不同的是，许多分化后的植物细胞（尤其是薄壁细胞）仍保留有全能性，因此仍具备发展为新植株的潜能。不具备全能性的植物细胞包括高度木质化的细胞，成熟后死亡的厚壁组织和木质部，以及缺少细胞核的韧皮部筛管。虽然植物使用与动物相似的表观遗传机制（例如染色质重塑），但也有假说提出，植物可依据周围细胞和周边环境所提供的位置信息，修改自身基因表达样式，从而决定生长目标。
表观遗传变化可导致副突变，该变化不遵循孟德尔遗传定律。透过等位基因诱使另一等位基因发生可遗传变化，这类表观遗传标记可传递至后代。

## 植物演化

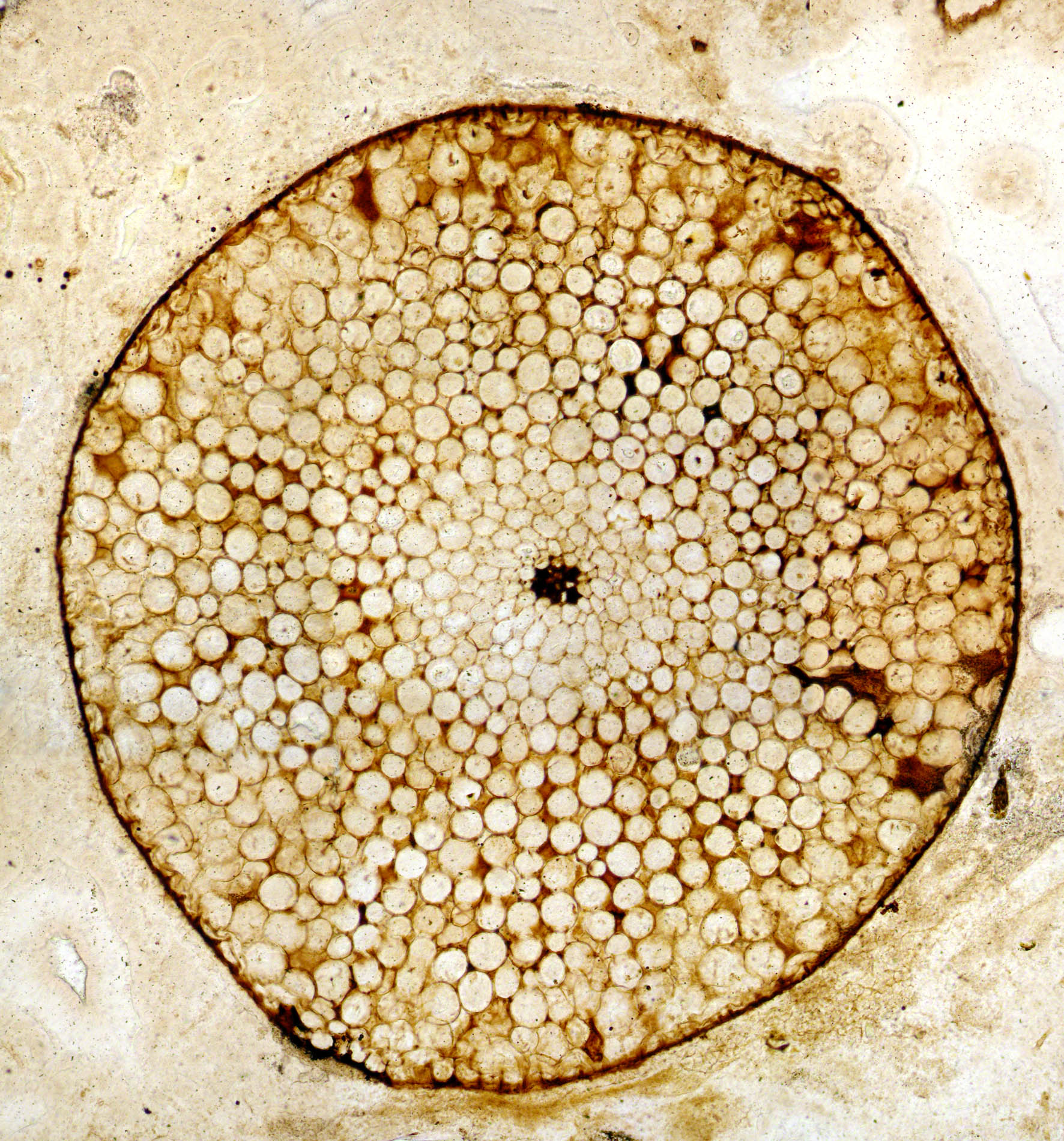
泥盆纪植物 Rhynia gwynne-vaughani 的茎干横截面化石。

植物的叶绿体与蓝菌（常被错误的称为蓝绿藻）相似，科学假说认为，如今携带叶绿体的植物为真核生物与蓝菌的内共生产物。
藻类为多系群，其被分为多种不同类别，部分与植物相近。藻类与植物间有诸多差异，例如它们的细胞壁组成成分、生物化学机制、色素、叶绿体结构、营养储存方式都有不同。绿藻门的姐妹类别轮藻门被认为是包含了植物的远古祖先。轮藻门下的轮藻纲与陆生植物中的有胚植物共同构成单系群，或称链型植物。有学者认为苔藓植物和蕨类植物均起源于藻类，并且是平行发展的。大约从4亿年前的志留纪末期开始，地球陆地上升、水面下降，原本漂浮于海滨或浅水带的植物体因此挤压堆积，部分植物露出水面，从而获得更充足的光照与气体交换条件。而离开水体后植物亦面临水分与养料供应的问题，因此演化出了更适应陆地生活的蕨类植物（例如最早的陆生植物代表莱尼蕨），其有坚韧外壁包裹的孢子，以及用于支撑的维管。
無維管束陆生植物是不含木质部和韧皮部的有胚植物，其下包含苔藓植物门、地钱门和角苔门。带有木质部和韧皮部的蕨类维管植物在志留纪晚期至泥盆纪早期分化为不同谱系，其中古老的石松门存活至今。泥盆纪末期，部分植物群例如石松门、前裸子植物门、叉葉蕨目演化出了“大孢子”——这些植物产生两种大小的孢子，较大的称为大孢子，较小的称为微孢子。这些植物的减数配子体由孢子囊内的大孢子发育而来，称为内生孢子。种子由覆盖了一或两层珠被的内生大孢子组成。孢子体最初在种子内部发育，在发芽时释放至外部。已知最早的种子植物可追溯至泥盆纪法门期。随着种子的演化，种子植物开始分化为不同群体，包括已灭绝的种子蕨门，以及存活至今的裸子植物门和被子植物门。裸子植物的种子裸露，不被子房包裹，如今代表性的裸子植物包括松柏、苏铁、银杏和买麻藤。被子植物的种子由雌花器或子房包裹。现代分子遗传学研究显示，被子植物似乎是裸子植物的姐妹群。

## 植物生理学

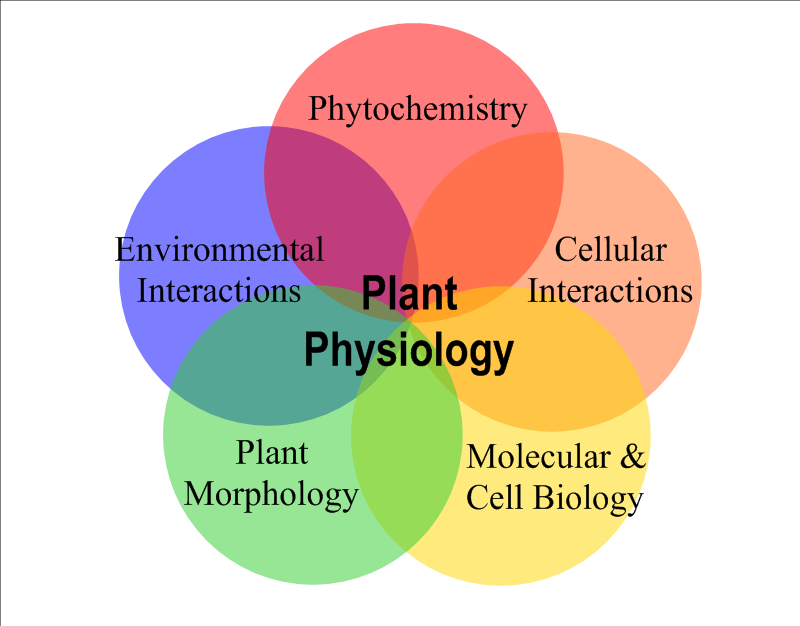
植物生理学的五大研究方向：植物化学、细胞间交互作用、分子和细胞生物学、植物形态学、植物与环境的交互。

植物生理学的研究范畴包括一切与生命相关的植物内部物理化学活动。植物代谢所需的所有物质都源于空气、土壤与水体。植物利用光合作用捕获来自太阳光的能量，随后被供给至细胞呼吸，这些能量构成了所有生命的活动基础。光自养生物包括所有可直接从光照中以光合作用获取能量的绿色植物、藻类、蓝菌。异养生物包括所有动物、所有真菌、所有完全寄生植物以及非光合作用菌，这些生物以来自光合生物的能量为生，并将其用以构建自身细胞与组织。呼吸是对碳化合物的氧化过程，该过程将碳化合物分解为更简单的结构，从而释放其中包含的能量，这与光合作用过程相反。
各类分子可在植物内转运，转运的空间尺度可以有很大差别。对于离子、电子、各类分子（例如水分子和酶分子）的亚细胞转运需要穿过细胞膜。植物根部吸收的矿物质和水可由蒸散流转运至其它部位。转运也可借扩散、渗透、主动运输、质流等方式完成。植物需要转运包括氮、磷、钾、钙、镁、硫等元素。在维管植物中，根部从土壤中吸收这些元素溶于水中的离子，通过木质部转运至植物体各处。植物所需的大部分养分都来自土壤矿物质的化学分解。叶片光合作用产生的蔗糖通过韧皮部转运至其它部位，植物激素有多种不同转运过程。

### 植物激素
植物不是消极被动的，它们可对外部信号作出反应。例如面对光线、触摸和伤害等刺激，植物会尝试移动或远离这些刺激。触觉敏感性的证据包括含羞草（Mimosa pudica）因触碰导致的叶片闭合，捕蝇草和狸藻属的捕虫陷阱，兰花的花粉块。

1 位于阳光正下方的燕麦胚芽鞘。红色部分为植物生长素，此时平均分布在胚芽鞘尖端。
2 随着太阳位置变化，植物生长素转移至背光一侧，促使该侧细胞伸长。3, 4 一侧细胞伸长导致芽尖向光源方向弯曲。

19世纪末，科学家提出假设认为植物可产生激素调控自身生长。达尔文设计实验检测了植物芽尖和根部的向光性及向重力性，他得出结论“很难否认植物培根尖端......行为就如低级动物的大脑......可作出不同运动”。就在同一时期，德国科学家弗里茨·温特发现了生长素对植物生长的调控作用。最早发现的生长素是吲哚-3-乙酸（IAA），其可促进植物细胞生长，并最终在50年后被分离。生长素是造成植物向光性和向重力性的原因。1939年，科学家发现植物营养组织可在含IAA的培养基中维持，1947年观察到可通过控制IAA浓度诱使营养组织生根发芽，这是植物生物技术和基因编辑的里程碑。
细胞分裂素也是一类植物激素，顾名思义，它能控制细胞分裂过程。玉米素属于细胞分裂素，最初在玉米中发现，属于腺嘌呤的衍生物。玉米素由根部生成，经木质部传输至茎干，促进此处的细胞分裂、芽的发育以及叶绿体变绿。吉贝素属于二萜化合物，由乙酰辅酶A羧化酶经甲羟戊酸途径合成。吉贝素涉及植物发芽和种子解除休眠，并透过控制茎干细胞生长来控制植株高度，控制开花。脫落酸（ABA）存在于除地钱外的所有陆生植物中，由叶绿体或其它质体从类胡萝卜素合成。该激素抑制细胞分裂，促进种子成熟和休眠，并促使气孔关闭。人们最初以为脱落酸可促使叶片脱落，于是以此命名。乙烯是一种气态植物激素，从甲硫氨酸合成，可促进果实成熟和叶片脱落。乙烯或乙烯利被广泛用于催熟棉花、菠萝和其它更年性水果。
植物激素茉莉酮酸最初从素馨花油分离，可在植物受病原攻击时解锁後天性系統抗性基因，从而抵御威胁。
光照作为植物的首要能量来源，其也可作为一类反馈信号，例如植物可从中得到每日光照量信息。因此光照也可对植物造成光形態發生适应性变化。光敏素是植物接收光照的受体。

## 植物解剖和形態

真双子叶植物示意图，其为最“典型”的植物，占据所有植物种类的五分之三。然而，并不存在与该示意图完全等同的植物。

植物解剖學研究植物細胞和組織的結構，而植物形态学研究植物的外部形态构造。所有植物都是真核生物，它们的DNA储存在细胞核中。植物细胞与动物细胞或真菌的区别在于：它们有组成成分为果胶、纤维素和半纤维素的细胞壁；比动物细胞更大的液泡；具备光合作用和生物合成作用的独特质体叶绿体。植物细胞中的其它质体还可用于储存物质，例如储存淀粉（淀粉体）或脂类（油粒体）。此外，链型植物和桔色藻目还可在细胞分裂末期使用成膜體作为模版建造細胞板。
维管植物包括石松、蕨类、种子植物（其下包含裸子植物和被子植物），这些植物通常被分为地上与地下两个部分。地上部分（英語：Shoot）即植物的茎，以及依附其上的叶和繁殖结构。地下部分包含植物的根部，根尖有根毛，根部通常没有叶绿素。非维管植物例如地钱、角苔、苔藓，它们没有用于穿透土壤的维管根，但也进行光合作用。地钱的孢子体阶段不具光合作用能力，但角苔和苔藓的孢子体阶段可以依靠光合作用满足部分能量需求。
植物的地上与地下部分相互依存，地下的根系需要依靠地上光合作用获取能量，而地上部分需要依靠根系吸收水分与矿物质。各部分细胞可分化为对方的组织，或生成不定根或不定枝，例如块茎、块根和匍匐莖。靠近地面的根系，例如在柳树中所见到的，可发展出独立的地上部分，并最终形成全新植株。地上或地下部分缺失时，另一部分通常可以再生长。因此仅凭单片叶子（例如非洲堇属），甚至单个细胞（可分化为愈伤组织）都可能繁育成完整植株。在维管植物中，木质部和韧皮部作为传输组织，负责在地上与地下部分之间运输物质。根部有时可用于储存营养物质，例如糖（糖用甜菜）或淀粉（胡萝卜）。
茎的功能主要是为叶和繁殖器官提供支撑，但在肉质植物中也可储存水分（仙人掌）或营养物质（土豆）。茎有时也可用于营养繁殖，例如草莓的匍匐茎繁殖，或是壓條繁殖。叶负责收集光照，并将其用于光合作用。种子植物中的裸子植物，例如松柏、苏铁、银杏、买麻藤，可产生裸露的种子。而被子植物可开花并产生种皮包裹的种子。木质植物，例如杜鹃和栎树可产生两种额外结构：木材（次生木质部）和树皮（次生韧皮部和木栓）。木质植物包含所有裸子植物和部分被子植物。其中部分有性繁殖，部分无性繁殖，还有部分两种方式兼有。
尽管对于植物主要形态类别，如根、茎、叶、毛状体的区分十分有用，但这些类别并非独立，而是由中间形相连，因此各结构组成了连续的统一体。此外各结构也可视为各过程，因此完整植株即是过程的组合。

## 系统植物学

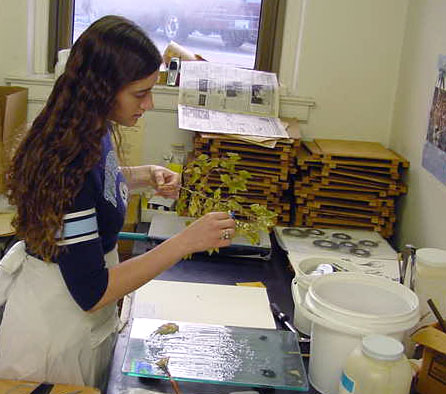
植物学家在制作植物标本

系统植物学属于系统生物学的一个分支，该学科关注各生物的分布范围、差异及相互关系，尤其注重生物的演化历史。它的相关学科包括生物分类、科学分类学和系统发生学。植物学家在分类物种时会依据类别将其归类，例如归为某个属或种。生物分类学是科学分类系统的一个形式，现代分类学源于18世纪植物学家卡尔·林奈的工作，林奈根据生物体的外观形态将其分类。这些分类后来因达尔文的共同祖先理论作了适当调整，也即按照生物的演化祖先而非外表特征相似性分类。尽管科学家对于如何分类生物还有争论，但以生物DNA序列为基础数据的现代分子系统发生学技术已经推动许多有关演化历程的修正，并预计未来仍将继续。现代生物学应用最广泛的分类系统是林奈分类学，该理论依层级分类生物，各物种都以二名法命名。《国际藻类、真菌和植物命名法规》规范了植物学的科学命名，法规由国际植物学大会负责管理。
依据生物分类学，植物界属于真核生物域，各生物依次向下归类，直至物种层级。层级由高到低分别为：界、门、纲、目、科、属、种。植物的拉丁学名由其属和属下的种名组成，由此生成独一无二的名称。例如鸢尾的学名为Iris tectorum，其中Iris为其属名，表示该物种属于鸢尾属，而tectorum是其种加词。属名首字母需大写，种加词小写，整个学名需以斜体表示，如果无法斜体，则需添加下划线。
生物群的演化史与遗传关系称为系统发生，对此的研究称为系统发生学。该学科的基础方法是利用生物间的遗传相似性探究其关系。例如叶仙人掌属枝叶繁茂，与其它叶片呈针尖状的典型仙人掌（例如金琥属）的外观非常不同。然而叶仙人掌属和金琥属都有由刺座（高度特化的垫状结构）产生的尖刺，这表明这两个属存在演化上的亲缘关系。
因植物相似性而作出的亲缘关系判断必须十分仔细，因为趋同演化也使不同植物物种独立演化出相似特征。部分大戟屬物种有和仙人掌相似的无叶球茎，这是因适应水栖环境而发生的形态演化，假若仔细观察就可发现，这些物种的花和仙人掌的花在结构上有显著不同，因此它们间的亲缘关系并不相近。支序分类学采用系统方法分析生物性状，以更好的在与演化关系无关的相似性状——例如不同生物群体独立演化出的相似特征（同塑性），祖先遗留的特征（祖征）——和从最近共同祖先身上承袭的性状（共有衍徵）之间作出区分。只有衍徵，例如上述仙人掌植物的刺座，才可提供生物间最近共同祖先的证据。支序分类学分析的结果以支序图形式展示，以树状结构展示出生物的演化支和后代。
自1990年代起，基于分子特征和遗传序列的分子系统发生学取代了先前以形态特征为判断依据的传统方法，人们不必再依靠观察形态特征，例如是否有刺、刺座等信息判断植物的演化关系。两种方法的区别在于，分子系统发生学直接使用植物的遗传序列为数据，而不再依赖由这些遗传序列表现出的形态特征。克莱夫·安东尼·斯特斯表示这种方法“直接取得了演化的遗传基础”。例如，以往人们认为真菌属于植物，或至少更接近植物而不是动物。然而基因证据显示，多细胞生物的演化关系应如下面树状图所示——真菌更接近动物而非植物。
|  | 植物                                          |
|  |                                               |
|  | \| \| 真菌 \| \| \| \| \| \| 动物 \| \| \| \| |
|  |                                               |
|  | 真菌                                          |
|  |                                               |
|  | 动物                                          |
|  |                                               |

|  | 真菌 |
|  |      |
|  | 动物 |
|  |      |

1998年，被子植物种系发生学组在分析了大部分被子植物的科后发表了《被子植物APG分类法》。该成果解答了过去的许多疑问，例如哪一科代表了被子植物最早的分支。对植物关系的研究有助于植物学家更好的理解植物的演化过程。除了对模式植物的研究以及日渐常用的遗传证据外，分类学家也在讨论和尝试更好的将植物放入分类单元。其它科技，例如计算机和电子显微镜的发展极大促进了植物学研究的精细程度，并可在短时间内分析大量数据。

## 符号
植物学中曾应用一些符号，其中部分已经过时，例如林奈曾用行星符号表示木质、草本和多年生植物，而韦尔登诺曾用♄（土星符号）代表无性植物，用☿（水星符号）代表雌雄同体植物。以下是植物学中仍在使用的符号：
♀ 雌性
♂ 雄性
⚥ 雌雄同体
⚲ 植物无性生殖
◊ 未知性别
☉ 一年生植物
⚇ 两年生植物
♾ 多年生植物
☠ 有毒植物
🛈 更多信息
× 杂交
+ 嫁接杂交

### 脚注
1. ↑  Royal Botanic Gardens, Kew 2016.
2. ↑  The Plant List.
3. ↑  马炜梁 2022，第9頁.
4. ↑  中国科学院植物研究所.
5. ↑  Sumner 2000，第16頁.
6. 1 2  Reed 1942，第7–29頁.
7. ↑  Oberlies 1998，第155頁.
8. ↑  北京市园林学校 1990，第10頁.
9. ↑  Needham, Lu & Huang 1986.
10. 1 2  Greene 1909，第140–142頁.
11. ↑  周云龙 2004，第10頁.
12. ↑  Bennett & Hammond 1902，第30頁.
13. ↑  Mauseth 2003，第532頁.
14. ↑  Dallal 2010，第197頁.
15. ↑  Panaino 2002，第93頁.
16. ↑  Levey 1973，第116頁.
17. ↑  Hill 1915.
18. ↑  National Museum of Wales 2007.
19. ↑  Yaniv & Bachrach 2005，第157頁.
20. ↑  Sprague & Sprague 1939.
21. ↑  Waggoner 2001.
22. ↑  吴增华 & 侯学良 2015.
23. ↑  Scharf 2009，第73–117頁.
24. ↑  Capon 2005，第220–223頁.
25. ↑  Hoek, Mann & Jahns 2005，第9頁.
26. ↑  Starr 2009，第299–頁.
27. ↑  Morton 1981，第377頁.
28. ↑  Small 2012，第118–頁.
29. ↑  Karp 2009，第382頁.
30. ↑  National Science Foundation 1989.
31. ↑  Chaffey 2007，第481–482頁.
32. ↑  Tansley 1935，第299–302頁.
33. ↑  Willis 1997，第267–271頁.
34. ↑  Morton 1981，第457頁.
35. ↑  de Candolle 2006，第9–25, 450–465頁.
36. ↑  Jasechko et al. 2013，第347–350頁.
37. ↑  Nobel 1983，第608頁.
38. ↑  Yates & Mather 1963，第91–129頁.
39. ↑  Finney 1995，第554–573頁.
40. ↑  Cocking 1993.
41. ↑  Cousens & Mortimer 1995.
42. ↑  Ehrhardt & Frommer 2012，第1–21頁.
43. ↑  Haberlandt 1902，第69–92頁.
44. ↑  Leonelli et al. 2012.
45. ↑  Sattler & Jeune 1992，第249–262頁.
46. 1 2  Sattler 1992，第708–714頁.
47. ↑  Ereshefsky 1997，第493–519頁.
48. ↑  Gray & Sargent 1889，第292–293頁.
49. ↑  Medbury 1993，第14–16頁.
50. ↑  Judd et al. 2002，第347–350頁.
51. 1 2  Burger 2013.
52. ↑  Kress et al. 2005，第8369–8374頁.
53. ↑  Janzen et al. 2009，第12794–12797頁.
54. ↑  周云龙 2004，第12頁.
55. 1 2  Devos & Gale 2000.
56. 1 2  University of California-Davis 2012.
57. ↑  Ben-Menahem 2009，第5370頁.
58. ↑  Campbell et al. 2008，第186–187頁.
59. ↑  Campbell et al. 2008，第1240頁.
60. ↑  Gust 1996.
61. ↑  Missouri Botanical Garden 2009.
62. ↑  Chapman et al. 2001，第56頁.
63. ↑  Braselton 2013.
64. ↑  Ben-Menahem 2009，第5368頁.
65. ↑  Origin of Land Plants.
66. ↑  Campbell et al. 2008，第602頁.
67. ↑  Campbell et al. 2008，第619–620頁.
68. ↑  Capon 2005，第10–11頁.
69. ↑  Mauseth 2003，第1–3頁.
70. ↑  Cleveland Museum of Natural History 2012.
71. ↑  Campbell et al. 2008，第516–517頁.
72. ↑  Botanical Society of America 2013.
73. ↑  Ben-Menahem 2009，第5367–5368頁.
74. ↑  Butz 2007，第534–553頁.
75. ↑  Zohary & Hopf 2000，第20–22頁.
76. ↑  Floros, Newsome & Fisher 2010.
77. ↑  Schoening 2005.
78. ↑  Acharya & Anshu 2008，第440頁.
79. ↑  Kuhnlein & Turner 1991.
80. ↑  Lüttge 2006，第7–25頁.
81. ↑  Campbell et al. 2008，第190–193頁.
82. ↑  Kim & Archibald 2009，第1–39頁.
83. ↑  Howe et al. 2008，第2675–2685頁.
84. ↑  Takaichi 2011，第1101–1118頁.
85. 1 2  Lewis & McCourt 2004，第1535–1556頁.
86. ↑  Padmanabhan & Dinesh-Kumar 2010，第1368–1380頁.
87. ↑  Schnurr et al. 2002，第1700–1709頁.
88. ↑  Ferro et al. 2002，第11487–11492頁.
89. ↑  Kolattukudy 1996，第83–108頁.
90. ↑  Fry 1989，第1–11頁.
91. ↑  Thompson & Fry 2001，第23–34頁.
92. ↑  Kenrick & Crane 1997，第33–39頁.
93. ↑  Gowik & Westhoff 2010，第56–63頁.
94. 1 2  Benderoth et al. 2006，第9118–9123頁.
95. ↑  Jeffreys 2005，第38–40頁.
96. ↑  Mann 1987，第186–187頁.
97. ↑  University of Maryland Medical Center 2011.
98. ↑  Frances 1974.
99. ↑  McCutcheon et al. 1992.
100. ↑  Klemm et al. 2005.
101. ↑  Scharlemann & Laurance 2008，第52–53頁.
102. 1 2  Washington Post 2015.
103. ↑  Campbell et al. 2008，第794頁.
104. ↑  Mauseth 2003，第786–818頁.
105. ↑  TeachEthnobotany 2012.
106. ↑  Burrows 1990，第1–73頁.
107. ↑  Addelson 2003.
108. ↑  Grime & Hodgson 1987，第283–295頁.
109. ↑  Mauseth 2003，第819–848頁.
110. ↑  Herrera & Pellmyr 2002，第211–235頁.
111. ↑  Proctor & Yeo 1973，第479頁.
112. ↑  Herrera & Pellmyr 2002，第157–185頁.
113. ↑  Herrera & Pellmyr 2002，第185–210頁.
114. ↑  Bennett & Willis 2001，第5–32頁.
115. ↑  Beerling, Osborne & Chaloner 2001，第287–394頁.
116. ↑  Björn et al. 1999，第449–454頁.
117. ↑  Ben-Menahem 2009，第5369–5370頁.
118. ↑  Stace 2010b，第629–633頁.
119. ↑  Hancock 2004，第190–196頁.
120. ↑  Sobotka, Sáková & Curn 2000，第103–112頁.
121. ↑  Renner & Ricklefs 1995，第596–606頁.
122. ↑  Porley & Hodgetts 2005，第2–3頁.
123. ↑  Savidan 2000，第13–86頁.
124. 1 2  Campbell et al. 2008，第495–496頁.
125. ↑  Morgensen 1996，第383–384頁.
126. ↑  Arabidopsis Genome Initiative 2000，第796–815頁.
127. ↑  Russin et al. 1996，第645–658頁.
128. ↑  Rochaix, Goldschmidt-Clermont & Merchant 1998，第550頁.
129. ↑  Glynn et al. 2007，第451–461頁.
130. ↑  Sun et al. 2002，第95–100頁.
131. ↑  Heinhorst & Cannon 1993，第1–9頁.
132. ↑  Schell & Van Montagu 1977，第159–179頁.
133. ↑  Bird 2007，第396–398頁.
134. ↑  Hunter 2008.
135. ↑  Spector 2012，第8頁.
136. ↑  Reik 2007，第425–432頁.
137. ↑  Costa & Shaw 2007，第101–106頁.
138. ↑  Cone & Vedova 2004.
139. ↑  Mauseth 2003，第552–581頁.
140. ↑  Copeland 1938，第383–420頁.
141. ↑  Woese et al. 1977，第305–311頁.
142. ↑  Cavalier-Smith 2004，第1251–1262頁.
143. ↑  Mauseth 2003，第617–654頁.
144. ↑  Becker & Marin 2009，第999–1004頁.
145. ↑  马炜梁 2022，第200頁.
146. ↑  马炜梁 2022，第200-201頁.
147. ↑  Fairon-Demaret 1996，第217–233頁.
148. ↑  Stewart & Rothwell 1993，第279–294頁.
149. ↑  Taylor, Taylor & Krings 2009，chapter 13.
150. 1 2  Mauseth 2003，第720–750頁.
151. ↑  Mauseth 2003，第751–785頁.
152. ↑  Lee et al. 2011，第e1002411頁.
153. ↑  Mauseth 2003，第278–279頁.
154. ↑  Mauseth 2003，第280–314頁.
155. ↑  Mauseth 2003，第315–340頁.
156. ↑  Mauseth 2003，第341–372頁.
157. ↑  Mauseth 2003，第373–398頁.
158. ↑  Mauseth 2012，第351頁.
159. ↑  Darwin 1880，第129–200頁.
160. ↑  Darwin 1880，第449–492頁.
161. ↑  Darwin 1880，第573頁.
162. ↑  Plant Hormones 2013.
163. ↑  Went & Thimann 1937，第110–112頁.
164. ↑  Mauseth 2003，第411–412頁.
165. ↑  Sussex 2008，第1189–1198頁.
166. ↑  Campbell et al. 2008，第827–830頁.
167. ↑  Mauseth 2003，第411–413頁.
168. ↑  Taiz & Zeiger 2002，第461–492頁.
169. ↑  Taiz & Zeiger 2002，第519–538頁.
170. ↑  Lin, Zhong & Grierson 2009，第331–336頁.
171. ↑  Taiz & Zeiger 2002，第539–558頁.
172. ↑  Demole, Lederer & Mercier 1962，第675–685頁.
173. ↑  Chini et al. 2007，第666–671頁.
174. ↑  Roux 1984，第25–29頁.
175. ↑  Campbell et al. 2008，第630, 738頁.
176. ↑  Raven, Evert & Eichhorn 2005，第9頁.
177. ↑  Mauseth 2003，第433–467頁.
178. ↑  National Center for Biotechnology Information 2004.
179. ↑  Mauseth 2003，第62–81頁.
180. ↑  López-Bautista, Waters & Chapman 2003，第1715–1718頁.
181. 1 2 3  Campbell et al. 2008，第739頁.
182. ↑  Campbell et al. 2008，第607–608頁.
183. ↑  Lepp 2012.
184. 1 2  Campbell et al. 2008，第812–814頁.
185. ↑  Campbell et al. 2008，第740頁.
186. 1 2  Mauseth 2003，第185–208頁.
187. ↑  Mithila et al. 2003，第408–414頁.
188. ↑  Campbell et al. 2008，第741頁.
189. ↑  Mauseth 2003，第114–153頁.
190. ↑  Capon 2005，第11頁.
191. ↑  Mauseth 2003，第209–243頁.
192. ↑  Mauseth 2003，第244–277頁.
193. ↑  Sattler & Jeune 1992，第249–269頁.
194. ↑  Lilburn et al. 2006.
195. ↑  McNeill et al. 2011，第Preamble, para. 7頁.
196. 1 2  Mauseth 2003，第528–551頁.
197. ↑  Mauseth 2003，第528–555頁.
198. ↑  International Association for Plant Taxonomy 2006.
199. ↑  Silyn-Roberts 2000，第198頁.
200. ↑  Mauseth 2012，第438–444頁.
201. ↑  Mauseth 2012，第446–449頁.
202. ↑  Anderson 2001，第26–27頁.
203. ↑  Mauseth 2012，第442–450頁.
204. ↑  Stace 2010a，第104頁.
205. ↑  Mauseth 2012，第453頁.
206. ↑  Chase et al. 2003，第399–436頁.
207. ↑  Capon 2005，第223頁.
208. ↑  Morton 1981，第459–459頁.
209. ↑  Simpson 2010.